# Уландрык
Уландрык — река в России, протекает в Республике Алтай. Устье реки находится в 262 км по левому берегу реки Юстыт. Длина реки составляет 43 км. Последние 10 км низовья на большую часть года пересыхают.
Берёт начало на восточном склоне хребта Сайлюгем, у границы с Монголией.

## Притоки
- 13 км: Большие Шибеты (лв)
- 15 км: Большой Сар-Гобо (пр)
- 29 км: Ташто-Гобо (пр)

## Данные водного реестра
По данным государственного водного реестра России относится к Верхнеобскому бассейновому округу, водохозяйственный участок реки — Катунь, речной подбассейн реки — Бия и Катунь. Речной бассейн реки — (Верхняя) Обь до впадения Иртыша.